# Еуполис
Еуполис (Грчки: Εὔπολις; око 446 – око 411. пре Христа) био је атински песник Старе комедије, који је био најактивнији у време Пелопонеског рата.

## Биографија
О Еуполисовом животу се врло мало зна. Његов отац се звао Сосиполис. Мало је извора о томе када је први пут изведен његов комад. Кратка историја грчке комедије, коју је написао анонимни антички писац, наводи да је Еуполис први пут написао драму у години када је Аполодор био истоимени архонт, 430/429. године пре нове ере. Међутим, други извор ставља Еуполисов деби у период 428–27. пре Христа и додаје да је Аристофан те године такође објавио своју драму. Ово је верзија коју је Јероним Стридонски сачувао у латинском преводу. Јерменски превод смешта догађај у 427/426 пре нове ере.
На основу примарних извора, савремени историчари закључују да је Еуполис дебитовао као драматург током 420-их година пре нове ере, вероватно 429. године пре нове ере. Његова прва представа је вероватно била постављена у Ленеји. Његова прва позната драма била је Prospaltioi или Heilotes. Сачувани фрагменти дела Prospaltioi  укључују алузије на Софоклову Антигону (442. п. н. е.) и скоро цитате о њој. Научници су уверени да је представа циљала на Перикла због познате референце на Аспазију. Ово чини вероватним да је Перикле, који је умро 429. пре Христа, још био жив у време када је Еуполис радио на тексту.
Енциклопедија Суда наводи да је Еуполис имао само 17 година када је започео каријеру. (Чиме би његово рођење било око 447/446. пре нове ере.)
Иако је у почетку био у добрим односима са Аристофаном, њихов однос је касније постао затегнут, и оптуживали су један другог, у најгорим терминима, за копирање и плагирање.

## Дела
Еуполис је освајао прву награду седам пута, али су остали само фрагменти од 19 наслова који су му приписани. Од ових дела, најпознатија су:
- Kolakes ("Flatterers")
- Maricas
- Baptai ("Dippers," Latinization: Baptae
- Demoi ("Demes") и Poleis ("Cities")

Следећих 14 наслова (са припадајућим фрагментима) се такође приписује Еуполису:
| - Aiges (Goats) - Astrateutoi ("People Exempt From Military Service") - Autolykos ("Autolycus") - Diaiton ("Arbiter") - Dias ("Dias") - Heilotes ("Helots") - Klopai ("Thefts") | - Lakones ("Laconians") - Noumeniai ("New-Moon Festival"), са којим је освојио трећу награду на Ленејском фестивалу 425. пре Христа - Prospaltioi ("Men From Prospalta") - Taxiarchoi ("Brigadiers") - Hybristodikai ("Abusers of Justice") - Philoi ("Friends") - Chrysoun Genos ("The Golden Race) |

Ијан Стори процењује да је укупно написао од 14 или 15 дела. Он примећује да је ауторство неких дела која се приписују писцу под знаком питања. Он сматра да је његова каријера трајала од 429. до 411. пре Христа, период од 18 година.
Постоје четири приче или легенде о његовој смрти. Једна прича наводи да је његов пас након смрти власника стално чувао гроб и није дозвољавао било коме да му приђе, све док и сам није угинуо.